# Gabriel Cremades Ventura
Gabriel Cremades Ventura (Espanya, segle XX) és un diplomàtic espanyol. És l'ambaixador d'Espanya a Albània des de 2025.
Després de llicenciar-se en Dret a la Universitat de València, el 1999 va ingressar a l'Escola Diplomàtica.
A l'estranger va estar destinat a les Ambaixades d'Espanya a Nicaragua, Sèrbia i Malta; a la Missió Permanent d'Espanya davant les Nacions Unides (Nova York); i al Consolat General d'Espanya a Miami (2018-2021).
Al ministeri d'Afers Exteriors, Unió Europea i de Cooperació ha estat: Cap de servei de Sud-est Asiàtic, Filipines i Assumptes del Pacífic; vocal assessor —dues vegades— al Departament de Política internacional i Seguretat del Gabinet de la Presidència del Govern; cap del Departament de Cooperació amb Àfrica Subsahariana a l'Agència Espanyola de Cooperació Internacional per al Desenvolupament (AECID); i subdirector general d'Europa Oriental i Àsia Central (2021). Al març de 2025 va ser nomenat ambaixador del Regne d'Espanya davant la República d'Albània.